# 青山文庫
佐川町立 青山文庫（さかわちょうりつ せいざんぶんこ）は、高知県高岡郡佐川町にある博物館。1910年（明治43年）に佐川郵便局長だった川田豊太郎の私設図書館として開設された。1925年（大正14年）にこれに共感した佐川出身の田中光顕が基金や蔵書を寄贈して博物館に発展し、田中の雅号の「青山」から青山文庫と名付けられた。「奥の土居」と呼ばれる牧野公園近くに位置する。

## 基礎データ

### 主な収蔵品
- 深尾家関係資料[3]
  - 土佐藩筆頭家老深尾家にまつわる資料
- 田中文庫・田中家寄贈資料[3]
  - 当地出身で宮内大臣を務めた田中光顕が寄贈した蔵書と維新志士たちの遺墨コレクション
- 西谷文庫[3]
  - セルボーンの博物誌を翻訳した西谷退三の蔵書
- スミス&ウェッソン「No.2 アーミー（英語版）」
  - 坂本龍馬の所持品と同じ銃[4]。
- 1933年[2]から1968年まで鉄道省 二等客車を使用した閲覧室があったが、四国旅客鉄道多度津工場に移設の後、2012年からさかわ観光協会が運営するうえまち駅に移設された[5]。

### 利用情報
- 開館時間 - 9:00～17:00（入館は16:30まで）
- 休館日 - 月曜日（月曜日が祝日または振替休日にあたるときは、その翌日）年末年始（12月29日～1月3日）
- 観覧料 - 一般個人400円、中高生200円、小学生100円

## 交通アクセス
- JR土讃線 佐川駅 徒歩6分

## 周辺情報
- 青源寺庭園
- 乗台寺庭園
- 佐川文庫庫舎
- 竹村家住宅（国の重要文化財）